# Наджафзаде, Гашам
Гашам Мирза оглы Наджафзаде (азерб. Qəşəm Mirzə oğlu Nəcəfzadə; род. 1 апреля 1959, Алигуллар, Имишлинский район) — азербайджанский поэт. Заслуженный работник культуры Азербайджана (2018).

## Биография
В 1981 году окончил факультет языка и литературы Гянджинского государственного университета. В 1997 году стал членом Союза писателей Азербайджана. Долгое время работал учителем азербайджанского языка и литературы в Имишли и Баку. Работал на должности ответственного секретаря газеты «Культура».
Членом правления Союза писателей Азербайджана, руководитель отдела детской литературы, заместителем отдела поэзии журнала «Азербайджан», член группы экспертов при Национальном совете радио и телевидения, старший преподаватель Университета «Тафаккур».
В 2007 году участвовал в 38-м Международном фестивале поэзии, проводимом в Голландии. В 2006 году был удостоен премии Тофика Махмуда, а в 2008 году получил Международную премию имени Расула Рзы. Его стихи были переведены более чем на 20 языков. Автор 22 книг, из них 5 были изданы за границей.
Отец двух сыновей и одной дочери.

## Сочинения
1. «Не говорите мне о конце любви» Баку, Язычы — 1986.
2. «Панорама спящего моря» Баку, Гянджлик — 1990
3. «Невеста, что горюет перед морскими волнами» Баку, Гёйтюрк — 1994.
4. «Смеющееся дерево» Баку, Гёйтюрк — 1995.
5. «Судьба стихов» Баку, Гёйтюрк — 1995.
6. «Хочу полюбить заново» Баку, Гёйтюрк — 1996.
7. «Жёлтая струна» Баку, Гёйтюрк — 1997.
8. «Когда я вспомнила тебя» Баку, Ганун — 1997.
9. «К себе» Баку, Азернешр — 1998
10. «Поправка в книге жизни» Баку, Азернешр — 2001
11. «И другие» Баку, Нурлар — 2004
12. «Вечные правды Гусейнбалы Мираламова» Баку, Шемс — 2005
13. «Вечерние сказки» на английском языке, Баку, Шемс — 2007
14. «Превращение» на русском языке, Баку, Араз — 2007
15. «Присоединение» на голландском языке. Голландия — 2007
16. «Этюды тюрьмы», на английском языке. Голландия — 2007
17. «Смерть женщины» Баку, Вектор — 2008
18. «Битва, обувь, смерть» Анкара, Бенгю — 2008
19. «Мертвецы смеются над нами» Тегеран — 2008
20. «Сынок, открой дверь! Не видишь: в дверях погибает ветер» Издательство Ширван — 2009
21. «Поцелуй пальцев» на фарси. Тегеран — 2009
22. «Человек, что в стихах» эссе, статьи, Баку, писатель — 2010